# Дудовичешти (Долж)
Дудовичешти (рум. Dudovicești) насеље је у Румунији у округу Долж у општини Шимнику де Сус. Oпштина се налази на надморској висини од 113 m.

## Становништво
Према подацима из 2002. године у насељу је живело 434 становника, од којих су сви румунске националности.